# Paul Schneider (acteur)
Paul Andrew Schneider (Asheville, 16 maart 1976) is een Amerikaans acteur.
Hij maakte zijn filmdebuut in 2000 in de film George Washington. Sindsdien heeft hij in diverse andere films rollen gespeeld.
Schneider treedt ook op in de NBC serie, Parks and Recreation als Mark Brendanawicz.

## Filmografie
- 2016: Café Society
- 2015: The Daughter - Christian
- 2014: Black Eyed Dog
- 2014: Goodbye to All That - Otto Wall
- 2013: Hello Carter - Aaron
- 2012: The Babymakers - Tommy Macklin
- 2012: Flowers of War - Terry
- 2011: The Beloved - Henderson
- 2011: Water for Elephants - Charlie O'Brien
- 2009: Away We Go - Courtney
- 2009: Bright Star - Charles Armitage Brown
- 2007: Lars and the Real Girl - Gus
- 2007: The Assassination of Jesse James by the Coward Robert Ford - Dick Liddil
- 2006: Live Free or Die - Lagrand
- 2005: The Family Stone - Brad Stevenson
- 2005: Elizabethtown - Jesse Baylor
- 2004: 50 Ways to Leave Your Lover - Owen McCabe
- 2003: Crude - Gabe
- 2003: All the Real Girls - Paul
- 2001: Security, Colorado - Paul
- 2000: George Washington - Rico Rice